# Weniamin Emmanuilowitsch Dymschiz
Weniamin Emmanuilowitsch Dymschiz (russisch Вениами́н Эммануи́лович Ды́мшиц; * 15. Septemberjul. / 28. September 1910greg. in Feodossija, Gouvernement Taurien, Russisches Kaiserreich; † 23. Mai 1993 in Moskau) war ein sowjetischer Politiker der Kommunistischen Partei der Sowjetunion (KPdSU), der unter anderem von 1962 bis 1985 als Stellvertretender Vorsitzender des Ministerrates der UdSSR fungierte sowie 1962 kurzzeitig Vorsitzender des Staatlichen Planungskomitees, zwischen 1962 und 1965 Vorsitzender des Rates für Volkswirtschaft und ferner von 1965 bis 1976 Vorsitzender des Staatlichen Komitees für materiell-technische Versorgung war.

## Leben
Weniamin Emmanuilowitsch Dymschiz absolvierte zwischen 1929 und 1931 einen Lehrgang an der Moskauer Forschungsanlage für Autogenschweißen und arbeitete daraufhin zwischen 1931 und 1932 als Vorarbeiter, Ingenieur, Produktionsleiter und stellvertretender Arbeitsleiter eines Schweißbüros im Baugewerbe im Hüttenwerk in Kusnezk sowie 1932 als Direktor des regionalen Schweißbüros Ural, ehe er von 1933 bis 1937 Leiter der Werkstatt für Ingenieurbauwerke beim Bau des Metallurgischen Kombinats Asow-Stahl in Mariupol war. 1937 wurde er Mitglied der Kommunistischen Allunions-Partei (Bolschewiki) (WKP(B)) und war daraufhin zwischen 1937 und August 1939 Direktor des Metallkonstruktionswerks für den Bau des Metallurgischen Kombinats Asow-Stahl sowie Bauleiter beim Bau des Hüttenwerks Kriwoi Rog. Am 31. August 1939 wurde er Direktor des Magnitogorsker Metallurgischen Kombinats (MMK) und hatte diese Funktion bis 1946 inne. Daneben absolvierte er ein Studium an der Moskauer Höheren Technischen Schule „Nikolai Ernestowitsch Bauman“ (MHTS), welches er 1945 beendete.
1946 übernahm Dymschiz die Funktion als Direktor des Eisenerzkombinats Saporoschje und behielt diese bis 1950, wobei er in dieser Zeit 1946 und 1950 den Stalinpreis erhielt, die höchste zivile Auszeichnung der Sowjetunion. Daraufhin wurde er von 1950 bis März 1953 stellvertretender Minister für den Bau von Schwerindustrieunternehmen sowie zugleich zwischen 1950 und 1954 als Leiter der Hauptdirektion für den Bau von Leitindustrieunternehmen dieses Ministeriums. Nachdem er von März 1953 bis April 1954 stellvertretender Bauminister war, fungierte er zwischen April 1954 und 1957 als stellvertretender Minister für den Bau metallurgischer und chemischer Industrieunternehmen. Im Anschluss arbeitete er von 1957 bis 1959 als Chefbauingenieur des sowjetisch-indischen Gemeinschaftsprojekts Bhilai Steel Plant, eines der größten Stahlwerke Indiens mit heute mehr als 50.000 Mitarbeitern, das seit 1959 von der Steel Authority of India betrieben wird. Nach seiner Rückkehr war er im Range eines Ministers zwischen Juli 1959 und September 1961 erst Leiter der Abteilung für Anlagenbau des Staatlichen Planungskomitees sowie von September 1961 bis zum 17. Juli 1962 Erster Stellvertretender Vorsitzender des Staatlichen Planungskomitees. Auf dem XXII. Parteitag der KPdSU wurde er am 31. Oktober 1961 zum Mitglied des Zentralkomitees (ZK) der Kommunistischen Partei der Sowjetunion (KPdSU) gewählt und gehörte diesem Führungsgremium nach seinen Wiederwahlen auf den darauf folgenden Parteitagen der KPdSU bis zum XXVII. Parteitag am 25. Februar 1986 an. 
Weniamin Dymschiz wurde am 17. Juli 1962 Stellvertretender Vorsitzender des Ministerrats der UdSSR und bekleidete dieses Amt bis zum 20. Dezember 1985. Als Nachfolger von Wladimir Nikolajewitsch Nowikow fungierte er zugleich vom 17. Juli 1962 bis zu seiner Ablösung durch Pjotr Fadejewitsch Lomako am 24. November 1962 als Vorsitzender des Staatlichen Planungskomitees des Ministerrats der UdSSR. Anschließend übernahm er am 24. November 1962 den Posten des Vorsitzenden des neu geschaffenen Obersten Rates für Volkswirtschaft der UdSSR und hatte diesen bis zur Abschaffung des Postens am 2. Oktober 1965 inne. Er war außerdem von der sechsten bis Ende der elften Legislaturperiode (1962 bis 1989) Deputierter des Obersten Sowjets der UdSSR. Danach übernahm er am 2. Oktober 1965 den ebenfalls neu geschaffenen Posten als Vorsitzender des Staatlichen Komitees für materiell-technische Versorgung und hatte diesen bis zu seiner Ablösung durch Nikolai Wassiljewitsch Martynow am 25. Juni 1976 inne. 1985 trat er in den Ruhestand.
Neben dem Stalinpreis wurde Dymschiz für seine Verdienste 1980 der Orden Held der sozialistischen Arbeit verliehen und er  erhielt darüber hinaus unter anderem sieben  Mal den Leninorden, den Orden der Oktoberrevolution, den Orden des Roten Banners der Arbeit sowie die Medaille „Für heldenmütige Arbeit im Großen Vaterländischen Krieg 1941–1945“ und die Jubiläumsmedaille „Zum Gedenken an den 100. Geburtstag von Wladimir Iljitsch Lenin“.

## Veröffentlichungen
- How Bhilai was built, 1984
- Магнитка в soldatskoĭ шинели („Magnitogorsk im Soldatenmantel“), Moskau 1995